# Centrum för utbildningsvetenskap och lärarforskning
Centrum för utbildningsvetenskap och lärarforskning (CUL) är en tvärvetenskaplig fakultetsöverskridande forskarskola vid Göteborgs universitet. CUL startades hösten 2005 och är Göteborgs universitets största forskarskola. Syftet med forskarskolan är bedriva skolnära forskning genom att verka för utveckling av forskning som är knuten till lärarutbildning och/eller till pedagogisk yrkesverksamhet. Doktorander vid forskarskolan finns utplacerade vid sex av universitetets åtta fakulteter. Alla antagna doktorander har en lärarexamen och den forskning som bedrivs inom forskarskolan har en utbildningsvetenskaplig inriktning, oavsett vid vilken fakultet forskningen bedrivs. Exempel kan vara forskning kring pedagogik, ämnesdidaktik, specialpedagogik, men även kring skolorganisation, kunskapsbildning och lärande. Utbildningsvetenskapliga forskningsprojekt inom CUL bedrivs i verksamheter från de allra yngsta i förskolan, via grund- och gymnasieskolor, till universitets- och vuxenutbildningar. 